# Antička filozofija
Antička filozofija obuhvaća filozofska mišljenja i sustave koji su se razvili na širokom sredozemnom prostoru prožetom starom grčkom i rimskom kulturom u razdoblju od 7. stoljeća pr. Kr. do propasti starog svijeta početkom 6. stoljeća. 
Kultura stare Grčke začetnik je i europske kulture. Na tom se geografskom području prvi put u povijesti iz religijsko-fantastičnoga izdvojio filozofsko-znanstveni oblik mišljenja. Karakteristika stare orijentalne kulture bila je uklopljenost određenog stupnja znanstvenog mišljenja, do kojeg su stari orijentalni narodi dospjeli, u religijsko-fantastični oblik mišljenja. Ta uklopljenost egzaktne misli u fantastično-religioznu mistiku karakteristična je i za one koji su se bavili znanošću u starim kulturama. To su bile zatvorene svećeničke grupe ili proroci koji su se izdvajali iz svijeta i ljudskog društva da bi tako osamljeni i udubljeni sami u sebe došli do istine. Njihovim sposobnostima pridavala se aureola uzvišenosti, nadzemaljskog i nadljudskog. 
Grčka civilizacija oslobodila je znanstveno mišljenje i emancipirala ga od religije, podredivši ga praktičnim zadacima trgovine, brzom razvoju privrede, ali i političkim zadacima koji su se nametali u vezi s izmijenjenom društveno-ekonomskom strukturom. To mišljenje napušta služenje fantastičko-religioznom čovjeku, koji sebe još nije izdvojio kao pojedinca u okviru društva, i prelazi u službu konkretnog, egoističnog čovjeka pojedinca. Kroz takvog čovjeka i u njegovom interesu začela se u Grčkoj era samostalne znanstvene misli, čime je obilježen početak nove epohe u povijesti čovjekova ovladavanja prirodom i društvom. Grčka postaje kolijevkom kulturnog kompleksa koji se jednostavno naziva "Zapad", što u to doba predstavlja pomicanje kulturnog i ekonomskog razvitka s Istoka prema Zapadu.

## Kozmološko razdoblje
Početak grčke filozofije pada u kraj 7. stoljeća prije Krista. Tome početku prethodile su krupne promjene načina života u staroj Grčkoj, promjene koje su presudno utjecale na duhovni život helenskog čovjeka. Već tokom 8. stoljeća pr. Kr., a naročito u 7. i 6. st. pr. Kr., staro patrijarhalno rodovsko društvo zapada u sve ozbiljniju krizu. Rodovsko uređenje, zasnovano na principu krvnog srodstva, nije moglo izdržati konkurenciju povećanih imovinskih posjeda koji su nastali zbog razvoja trgovine i obrta te zbog zamaha kolonizacije. Ta kolonizacija proširila je životni prostor Helena i dovela ih u dodir s mnogim narodima koji su naseljavali obale Sredozemnog mora. U vezi s kolonizacijom, koja je zahvatila naročito maloazijsko primorje, Siciliju i južnu Italiju, razvija se brodogradnja, trgovina i zanatstvo. Tako nastaje novi društveni sloj imućnih trgovaca i obrtnika, koji se već uveliko koriste robovskom radnom snagom i koji postupno dolaze u sve oštriji sukob sa zemljoposjedničkom aristokracijom, koja je nastojala osigurati nastavak oligarhijske političke prevlasti nasljedne aristokracije. Tokom 7. i. 6. st. ovaj su sukob uspjeli iskoristiti energični i častoljubivi pojedinci, koji su zavladali kao tirani, odnosno samodršci. Oni su često i sami bili aristokratskog porijekla, ali su, došavši na vlast, uveli cio niz mjera u korist širokih slojeva stanovništva, kao što su ukidanje dugova, nova raspodjela zemlje, uvođenje pravedne uprave i unaprjeđenje zanata, trgovine, znanosti i umjetnosti. 
Način života helenskog čovjeka, dok je još živio u plemensko-rodovskim grupama, bio je mitološki. Svijet bogova i polubogova, koji je nastanjivao prirodu ovoga čovjeka, odgovarao je tadašnjem stupnju kulturnog i društvenog razvitka, ali je kolonizacija uskoro proširila duhovne obzore Helena. Ona ih je dovela u dodir s istočnjačkim civilizacijama i, djelujući zajedno s društveno-ekonomskim promjenama u grčkim polisima, izazvala postupno napuštanje mitološkog načina mišljenja. Mitološki svijet bogova s Olimpa najljepše je prikazan u Homerovim epovima, Ilijadi i Odiseji, gdje bogovi ujedno oslikavaju i moć i sjaj plemenskih vođa. Ali već kod Homera bogovi su podvrgnuti kritici, što je jasan znak postupnog oslobađanja starih mitoloških predodžbi. Homerova slika svijeta još je uvijek čvrsto na tlu mitologije, ali ipak pokazuje i nejasne elemente racionalnog shvaćanja prirode: Homer zna za Nebo i Zemlju i carstvo Hada, a spominje i prirodne elemente – vodu, vatru, zrak i zemlju. Ali Homer još ne postavlja pitanje o porijeklu svijeta: s tim se pitanjem suočava tek Heziod, pjesnik seoskog života iz Beotije, koji je u spjevu Teogonija dao genealogiju bogova tako što je grčke mitove organizirao u cjelinu. Heziod pokazuje napredak u tome što bogove ne promatra kao vječne, već kao postale. Iako usvaja Homerov mitološki svijet, Heziod mu daje prirodnu osnovu: postanak bogova (teogonija) tumači se povijesno i uzročno, dakle na racionalan način (kozmogonija). Heziodova je slika svijeta svojevrstan spoj teogonije i kozmogonije, jer iako govori o bogovima, Heziod zapravo pokušava odgovoriti na pitanje što je počelo svega što postoji i što se događa u kozmosu. 

### Miletska škola
Prva filozofska učenja u Heladi nastala su u naseobinama na maloazijskoj obali. Naime, jonske kolonije u Maloj Aziji bili su najbogatiji i najnapredniji gradovi u čitavom helenskom svijetu. Tu su i kultura i civilizacija dosegle najviši stupanj. Jonjani su bili pažljivi promatrači prirode i prvi su pokušali riješiti kratkim, maštovitim sintezama teške probleme koje im je priroda nametala. Tako su se u Joniji razvile ne samo filozofija, nego i povijest, od čijih je pisaca najbolji bio Herodot. U vezi s početkom filozofije, međutim, treba napomenuti da se tu ne radi o apsolutnom početku: ono što je predmet filozofije, tj. sadržaj i smisao svijeta i života, zaokupljalo je čovjekovu pažnju, ništa manje intenzivno, i ranije. Novina je samo u tome što je taj sadržaj ranije bio oblikovan mitski i religiozno, a sada se on oblikuje pojmovno i racionalno. Tako je početak filozofije zapravo njezin početak samo s obzirom na oblik, ali ne i na sadržaj ljudskog razmišljanja.
Prvi pravi helenski filozofi bili su svi iz Mileta u Joniji. Miletska škola filozofije otvorila je novu eru u filozofiji pitanjem o prapočetku svega što postoji, pitanjem o bitku. Tales (Θαλῆς ili Θάλης, oko 624. pr. Kr. – oko 547. pr. Kr.) kaže da je prauzrok voda, Anaksimen (Ἀναξιμένης, sredina 6. st. pr. Kr.) smatra da sve stvari nastaju zgušnjavanjem i razrjeđivanjem zraka, dok je najapstraktniji, pa prema tome i najoriginalniji odgovor dao Anaksimandar (Ἀναξίμανδρος, 610. – 546. pr. Kr.), koji prauzrokom svega smatra apeiron (ἄπειρον). Za sve je njih karakteristično da na to pitanje odgovaraju i objašnjavaju ga dosljedno materijalistički i u cjelini izdvojeno i suprotstavljeno religiozno-mitološkom tumačenju svijeta. U njihovoj filozofiji postavljen je samo problem bitka. Problemi spoznaje i kretanja za njih još uvijek nisu filozofski značajni, već predstavljaju činjenice koje se uzimaju kao dane. Materija je prožeta dušom (hilozoizam), kao i ljudski organizam, dakle o kretanju se ne postavljaju pitanja. Miletski su filozofi poznati i po svom prirodoznanstvenom djelovanju. Tako se Talesu pripisuje podjela kalendarske godine na 365 dana i predskazivanje pomrčine Sunca 585. godine.

### Heraklit
Po mišljenju Heraklita (Ἡράκλειτος, oko 535. pr. Kr. – oko 475. pr. Kr.), počelo svega što postoji jest vatra. Sve na svijetu izgara i ponovo se rađa. Heraklit izdvaja i problem kretanja. Različiti stupnjevi vatre u njenom vječnom kretanju predstavljaju sve što postoji. Kretanje praelementa vatre proturječno je, ono je disharmonično, iako je harmonija konačan rezultat tog procesa. Svaki je proces sam po sebi proturječan te stoga predstavlja pravu prirodu svega, svake harmonije, kako u prirodi tako i u društvu.
Iako Heraklit ne poriče božanstvo, što se vidi iz oko 130 fragmenata njegovog spisa O prirodi (Περὶ φύσεως), ipak izvan vatre, izvan tog materijalnog praelementa, prema njemu ne postoji drugi uzrok kretanja. Kretanje je imanentno vatri, drugim riječima prirodi, materiji. Tako se kod Heraklita susreće izrazit primjer antičkog panteizma, filozofskog shvaćanja po kome se bog i priroda poistovjećuju.
Sve što se događa, događa se po nuždi. Čitavim svijetom vlada zakon koji Heraklit naziva logos (λόγος). Logos je ono što je svemu zajedničko. Naša je spoznaja logosa razumska spoznaja: osjetilima je nemoguće spoznati logos. Osjetila dokazuju raznolikost, dok je samo razum u stanju proniknuti u cjelinu svega, u ono zajedničko. Heraklit ne negira osjetila kao izvor spoznaje, ali smatra da osjetila ljudima mogu biti «zli svjedoci ako su im duše barbarske» (fragment 107), što znači da bez razumske spoznaje nema prave spoznaje logosa. Ne valja živjeti «kao da svatko ima svoju vlastitu pamet» (fr. 2), nego treba nastojati ovladati cjelinom. U nastojanju da kao cilj spoznaje istakne razumijevanje logosa, Heraklit prvi pokreće pitanje mogućnosti spoznaje.

### Pitagora
Do sada je odgovor na pitanje o pramateriji ili prauzroku svega postojećega bio kvalitativno određen, odnosno uvijek se za počelo uzimala neka određena materija, kao voda, vatra i sl. Pitagora (Πυθαγόρας, 6. st. pr. Kr.) unosi nov moment u razmišljanje o svijetu. I njega, kao i mnoge antičke mislioce, zadivljuje harmonija koja vlada u svijetu. On dolazi do zaključka da harmonija proizlazi iz određenih brojevnih odnosa koji vladaju svetom: broj je savršenstvo. Iza Pitagore nije ostalo nikakvih zapisa, ali zato Filolaj (Φιλόλαος, oko 470–390), pripadnik pitagorejske škole, kaže: «Zapravo, sve što se spoznaje ima broj. Nije, naime, moguće bez njega ništa ni zamisliti ni spoznati».  U nastojanju da prikažu značaj brojevnih odnosa u svijetu, pitagorejci idu sve do mistifikacije broja: određeni odnos brojeva označava pravednost, drugi dušu, um itd. Nastojanje da se brojevni odnos zbog svog savršenstva shvati kao uvjet rasporeda stvari u kozmosu te konzekvetno zaključivanje i na etička pitanja čini Pitagoru prvim idealističkim filozofom u okviru antičke filozofske misli. On je inzistirao na brojevnom odnosu kao jedinoj pravoj realnosti.

### Elejska škola
U južnoitalskom gradu Eleji Ksenofan (Ξενοφάνης, oko 580. pr. Kr. – oko 470. pr. Kr.) je postavio osnove novoj filozofskoj školi. Polazeći od stava da je stvarnost onakva kakvom nam se prikazuje, promjenjiva, da u onome što vidimo nema ničeg pouzdanog što bi se moglo smatrati bitkom, došao je do zaključka da bitak u sebi mora biti jedinstven, vječan, nepromjenjiv i savršen. Bitak je materijalan i ograničen – jer neograničeno ne može biti savršeno – ali ne može se spoznati osjetilima, nego samo razumom. To savršenstvo bitka izrazio je Ksenofan stavom da je sve – jedno: ograničeno, nepokretno i oblika kugle. Aristotel u Metafizici (A 5, 986 b 18) govori da je Ksenofan «promatrajući cjelinu svemira, rekao da jedno jest bog».
Na toj osnovi elejsku filozofiju dalje razrađuje Parmenid (Παρμενίδης, oko 515. pr. Kr.), njen glavni predstavnik. Uzimajući sve karakteristike bitka koje je kao polazište dao Ksenofan, Parmenid sve ono što je dostupno našim osjetilima i podvrgnuto promjenama proglašava nebitkom. Bitak se može i mora misliti, on je ono što je zajedničko svemu i što osjetilima nije neposredno dostupno. Osjetilima je dostupna raznolikost, a mišljenju bitak. On jest materijalan, ali je jedinstven u sebi. Kada bitak ne bi bio jedinstven i postojan u sebi, ne bi se mogao misliti. Osjetila nas varaju ako na temelju njih zaključujemo o bitku, jer time prolaznost, promjenjivost i ostale osobine nebitka pripisujemo bitku, što je pogrešno. Naime, osjetila i bitak nisu isto, već su isto mišljenje i bitak. Ono što predstavlja osobine misli, to su istovremeno i osobine bitka. U svom učenju Parmenid iznosi slabosti osjetilne spoznaje, koja dovodi samo do mnijenja, a ne do prave istinite spoznaje.
Racionalne dokaze Parmenidovih postavki dao je Zenon iz Eleje (Ζένων, oko 490. pr. Kr. – oko 430. pr. Kr.), idući predstavnik ove škole. On je poznat po svojim paradoksalnim dokazima da nema mnoštva i da nema kretanja. On dokazuje da nema kretanja na temelju stava da je prostor u sebi beskonačno djeljiv. Jer ako je tako, ako je prostor beskonačno djeljiv, onda je svako kretanje potpuno nemoguće. Naime, u kretanju uvijek treba prijeći jedan dio prostora, a svaki je taj dio prostora (kao i prostor sām) u sebi beskonačno djeljiv: dakle, predmet se zapravo ne može pomaknuti s mjesta. Tako, s pojmovnog stanovišta, Ahilej nikada ne može prestići kornjaču jer između njih uvijek leži beskonačno djeljiv prostor.
Elejsko učenje razlikuje se od Heraklitovoga u tumačenju kretanja. Prvo potpuno negira svako kretanje, a drugo ga smatra osnovnim svojstvom svega postojećega. Razlog što elejci tako dosljedno poriču kretanje leži u tome što su potpuno odvojili pojavno, osjetilno, od racionalnog, spoznajnog. U dokazima da ne postoji mnoštvo Zenon nije mogao racionalni stav – ako dva zrna ne čine šum, kako to da vreća zrnja prouzrokuje šum? – uskladiti s čulnim iskustvom. Time je Zenon otkrio unutrašnju proturječnost misli, otvorio je uvid u proturječnost između formalno usklađenog misaonog toka i stvarnog neslaganja stvarnosti s tim formalnim tokom. Ali, dajući uvid u taj problem, sam nije sagledao njegovu bit. 
Zajedno s Heraklitom Elejci predstavljaju najdublji misaoni napor u razumijevanju bitka u ovom razdoblju grčke filozofske misli, nastojeći svaki na svoj način riješiti problem postojanosti i jedinstvenosti materijalnog bitka te promjenjivosti i raznolikosti svijeta koji nam je dan u opažanju.

### Posrednici
Empedoklo (Ἐμπεδοκλῆς, oko 495. pr. Kr. – 435. pr. Kr.) iz Agrigenta na Siciliji je prvi utemeljio teoriju o četiri elementa, vatri, vodi, zraku i zemlji, iz kojih bi se sve sastojalo u svijetu, i u isto je vrijeme pokušao objasniti kako iz ta osnovna četiri elementa nastaje mnoštvo, sve stvari. Empedoklo smatra ljubav i mržnju također elementima, ali odvojenima od četiri osnovna. Oni su sile koje uzrokuju kretanje, koje se sastoji u spajanju i razdvajanju osnovnih elemenata, čime se stvara raznolikost u svijetu. Čovjek je također sastavljen od spomenutih osnovnih elemenata, i to je temelj mogućnosti spoznaje. Naime, po Empedoklu, spoznaje se tako da se slično spoznaje sličnim; slično privlači slično. Empedoklo se dosta razlikuje od Heraklita u tumačenju kretanja. Po njemu, materija mora ostati nepromjenjiva i nepokretna jer je pokreću dva vanjska principa. Na njega je utjecalo snažno nasljeđe kako Heraklitova učenja tako i elejaca te – u nastojanju da pomiri te dvije materijalističke krajnosti – na opisani način pokušava riješiti problem mirovanja i kretanja. 
To, kod Empedokla još veoma naivno i slikovito prikazivanje kretanja, Anaksagora (Ἀναξαγόρας, oko 500. pr. Kr. – 428. pr. Kr.) iz Klazomene u Maloj Aziji razvija u apstraktnije tumačenje. Svijet se sastoji iz jednako djeljivih i nepromjenjivih čestica koje on naziva homeomerijama (τὰ ὁμοιομερῆ). One su sve nekad bile sastavljene u jednu masu, u cjelinu. Tada ih je u pokret stavio svjetski um (νοῦς), prvi pokretač. Sve se ostalo dalje razvilo zahvaljujući mehaničkim silama u samoj materiji. Aristotel je Anaksagoru nazvao dualistom jer njegovo učenje u sebi sadrži dva osnovna principa: nepokretnu materiju, sastavljenu od homeomerija, i duhovni pokretač – um. Međutim, u tome Anaksagora nije dosljedan, jer negdje kaže da je um sastavljen od najfinije materije i odriče se njegova djelovanja jer je pomoću njega stavio homeomerije u pokret. Anaksagora je pripremio teren atomizmu Leukipa (Λεύκιππος) i Demokrita (Δημόκριτος, oko 470. – oko 360. pr. Kr.).

### Atomisti
Leukip i Demokrit kvantitativno određuju atom (τὸ ἄτομον, ono nedjeljivo). Atomi se međusobno razlikuju po obliku, redu i položaju i nalaze se neprekidno u kretanju. Oni su bitak. Međutim, nasuprot elejcima, atomisti priznaju postojanje i nebitka. Nebitak je ono što nisu atomi i što nema sva njihova svojstva. To je prazan prostor, koji predstavlja samo mogućnost kretanja i mijenjanja položaja atoma. Zbog tog kretanja dolazi do spajanja atoma i tako nastaju razna tijela.
Iako je Leukip začetnik kvantitativne atomistike, ipak je Demokrit (iz Abdere u Traciji) najznačajniji predstavnik antičkog materijalizma i atomizma, dijelom zbog toga što od Leukipovih spisa i nije mnogo ostalo, a dijelom i zbog toga što je Demokrit bio zaista univerzalan, o čemu svjedoči njegova znanstvena ostavština iz područja fizike, matematike, filologije, etike itd.
Prema Demokritu, spomenuta svojstva atoma – oblik, red i položaj – njegova su objektivna svojstva, koja postoje nezavisno od subjekta. Do njih dolazimo samo razumom, mišljenjem. Kakav je atom po sebi, mi ne možemo saznati osjetilima, čija je spoznaja varljiva. Međutim, atomi imaju i neka sekundarna svojstva, koja su subjektivna po svojoj prirodi jer se pojavljuju samo u dodiru atoma-objekta sa subjektom. Tako, na primjer, svojstva kiseloga, gorkog, toplog, hladnog i sl. jesu subjektivna svojstva i sekundarna u odnosu na primarna, objektivna svojstva. Pojavnu stranu atoma možemo zahvatiti osjetilima zbog sličica (τὰ εἴδωλα) koje objekt šalje subjektu. Bit objektivne stvarnosti možemo zahvatiti samo razumom.
Raspored atoma u prostoru podređen je stanovitim uzročnim vezama. Ovdje nema mjesta slučajnosti. Uzročne veze nisu uvijek dostupne razumskom shvaćanju, što ne znači da one objektivno ne postoje. «Nijedna stvar ne biva bez uzroka, nego sve s razlogom i po nuždi» – kaže se u jedinom preostalom Leukipovom fragmentu. Taj determinizam, koji ne dopušta nikakve slučajnosti, nikakva slobodna i spontana kretanja u prostoru, istovremeno isključuje svako fantastično-religiozno tumačenje prirodnih pojava. Sloboda se sastoji u shvaćanju uzročnih veza u kozmosu. Čovjeku je sloboda nužna da bi razumno djelovao.
Zbog svoje dosljednosti u materijalističkom tumačenju svijeta, u okviru kojeg su razmatrana pitanja kozmosa, spoznaje i ljudske slobode, Demokrit se smatra osnivačem prvog materijalističkog monističkog sustava u povijesti filozofije.
Atomistima završava u staroj Grčkoj razdoblje ispitivanja prirode i filozofsko objašnjavanje općih zakona kozmosa. Karakteristično je za taj period da čovjek i njegova društvenost još nisu predmet filozofskog razmatranja, iako se usput tretiraju u okviru općih političkih stavova samih filozofa. Zbog svoje opće karakteristike postavljanja kozmosa u središte filozofskog istraživanja cijeli se ovaj period naziva kozmološkim razdobljem grčke filozofije.

## Antropološki period
U političkom i kulturnom životu Grčke 5. stoljeća pr. Kr. dogodile su se velike društvene promjene. Nakon svršetka grčko-perzijskih ratova u Ateni se razvila vrlo živa privredna, politička i prosvjetna djelatnost. Filozofsko razmišljanje napušta problematiku prirode i usredotočuje se na čovjeka (ἄνθρωπος) i cjelokupnu društvenu problematiku, čime počinje antropološko razdoblje grčke filozofije. Društvena previranja unutar same demokratske Atene, zatim rat s aristokratskom Spartom, skrenuli su zanimanje s pitanja kozmosa i njegovih zakona na probleme čovjeka kao bića, njegove društvenosti, mogućnosti njegove spoznaje, njegovu opću vrijednost itd. 

### Sofisti
Razvoj demokratskoga uređenja doveo je na vlast široke narodne slojeve. S promjenom političkoga života tijesno je povezana i promjena na polju obrazovanja, jer u doba demokracije uspjeh pojedinca više nije ovisio o njegovom porijeklu, nego o sposobnostima i znanju. Naravno, u takvo vrijeme nije više zadovoljavao stari način obrazovanja u kojem se od mladog čovjeka zahtijevalo da u gimnaziji dobro izvježba svoje tijelo te da nauči čitati, pisati i računati, a uz to da se pomalo bavi muzikom i čitanjem pjesnika. Novo doba tražilo je šire i dublje obrazovanje, a želja za njim zahvatila je veliki broj ljudi. Posebno je tomu težila omladina u želji da se s većim znanjem uspješnije bavi javnim poslovima i lakše dođe do ugleda, položaja i slave. A tko je želio uspješno nastupati u atenskom vijeću (βουλή), narodnoj skupštini i u sudnicama, morao je naročito biti vješt u lijepom, jasnom i uvjerljivom načinu govora.
Takva situacija iznijela je sofiste (σοφισταί), putujuće učitelje koji su sebi uzeli u zadatak da govorima, predavanjima i polemikama obrazuju slobodne grčke građane. Biti sofist značilo je, doslovno, biti ljubitelj mudrosti. Najpopularniji sofist bio je Protagora (Πρωταγόρας, oko 481. pr. Kr. – 411. pr. Kr.) iz Abdere u Trakiji. Njegov stav "čovjek je mjera svih stvari, onih koje jesu da jesu, onih koje nisu da nisu" izazvao je još u staroj Grčkoj velike polemike. Jedni su smatrali da Protagora misli da je ljudska spoznaja jedino moguća kao mnijenje te da je s tim u vezi istinito samo ono što neki pojedinac može spoznati. Istina bi, dakle, bila svedena na to da svaki čovjek za sebe određuje što je istina, a što nije. Prema tome istina bi bila krajnje relativna kategorija. Tako tumači Protagoru i Platon, njegov najoštriji kritičar. U jednom od Aristotelovih spisa, međutim, nailazi se na mišljenje da je pod čovjekom Protagora ipak mislio na čovjeka kao generičko biće, a ne individualno, te da kriterij istine, po njemu, i nije tako subjektivan kako se čini. U polemikama je Protagora argumentima i protuargumentima izoštravao misli zadivljujući tom svojom sposobnošću sve prisutne. Sve dok je jedan argument podnosio protuargument, Protagora nije smatrao da je došao do istine. Taj je moment do krajnjih granica izoštrio sofist Gorgija (Γοργίας, oko 480. pr. Kr. – oko 370. pr. Kr.) iz Leontina na Siciliji. On je smatrao da se uopće ništa ne može dokazati. Time je izrazio krajnju skepsu u mogućnost dolaženja do istine. Relativizmu i skepsi u spoznaji odgovaraju kod svih sofista relativizam i skepticizam i u etici: nema općevažećih etičkih normi, one se razlikuju od naroda do naroda i od vremena do vremena.
Relativizam i skepsa sofista imali su i svoju pozitivnu stranu. Osim uočavanja poteškoća i nevjerovanja u ljudsku mogućnost spoznaje, oni su podvrgli kritici dogmatske tendencije u vezi sa spoznajom, koje apsolutiziraju i ovjekovječuju postignutu razinu ljudske svijesti onemogućavajući postavljanje novih pitanja. Ali skeptik može samo oboriti tendenciju k apsolutizaciji i dogmatizaciji spoznajnih vrijednosti. Njegova je glavna snaga u kritici formalnologičkih apsurda dogmatika.

### Sokrat
Društvena stvarnost nije pružala oslonac za utvrđivanje sigurnijih i trajnijih stavova u etici. Ona je samo potvrđivala spoznajni relativizam. Oduprijeti se krajnjem relativizmu i skepsi mogao je samo onaj tko uporište za svoje sudove nije tražio u trenutno uskomešanoj društvenoj stvarnosti. To je mogao samo tko je, nastojeći izvesti spoznaju iz bezizlazne skepse, našao načina da kao izvor stabilnosti u donošenju sudova uzme mišljenje i njegove forme. Čovjek kome je to pošlo za rukom bio je Atenjanin Sokrat (Σωκράτης, 470/469. pr. Kr. – 399. pr. Kr.). 
Sokrat je bio protivnik proučavanja prirode i njenih zakona. Zanimao se u prvom redu za etičku problematiku, koja je bila ugrožena sofističkim tumačenjem moralnih normi. Sokrat je nastojao utvrditi pojmovnu vrijednost pojedinih moralnih normi, čime je želio pobiti sofistički relativizam u etici, koji se zasnivao na kriteriju osjetilnosti. Sokrat smatra da nema istinskog moralnog djelovanja a da čovjek točno ne zna što se podrazumijeva pod određenom etičkom normom. Naime, kako postupati pravdeno ako se ne zna što je pravedno? U svojim dijalozima držanim na javnim okupljanjima po atenskim trgovima Sokrat je išao za ciljem da se točno odredi sadržaj svake pojedine etičke norme. Postupak je pritom bio dijalektički, što znači da je u toku razgovora (dijaloga) tako dugo argumentima i protuargumentima obarao pojedine stavove (svoje ili sugovornikove) dok ne bi na kraju iskristalzirao potpuno jasnu definiciju određenog pojma. Sokratov kriterij istine bio je smisao pojma, bez obzira na njegovu realizaciju u stvarnosti. Pri tome je važna ispravnost u logičkom (misaonom) postupku pri određivanju sadržaja pojma. Logički postupci indukcije i definicije potječu tako u svojim osnovama od Sokrata. «Spoznaj samoga sebe» – osnovni moto Sokratova učenja – značio je upravo ovo: do kraja kritički odnos prema svim, kako svojim tako i tuđim, sudovima s ciljem istine. Jedino tako, smatrao je, mogu se pobiti relativizam i skepsa u koje su filozofiju doveli sofisti.
Sokrat je osuđen na smrt jer je zbog svojih javnih istupa bio u Ateni optužen da kvari mladež i da ne priznaje bogove koje priznaje država. Prema tadašnjim zakonima Sokrat je ispio otrov i pritom zadržao čvrstinu svog filozofskog duha. Njegove javne diskusije, u kojima je induktivnom metodom «ironije» (εἰρωνεία) iskušavao neprovjerene etičke stavove u cilju jasnog definiranja pojmova, predstavljale su oštru kritiku sofističkog načina filozofiranja. A sofisti su, objektivno uzevši, bili ideolozi demokracije, koja je tada u Ateni predstavljala nastupajuću snagu i upravo proživljavala teškoće uspona.

## Veliki filozofski sustavi

### Platon
Najsposobniji Sokratov učenik, njegov najveći poštovalac i ujedno jedan od najvećih antičkih filozofa bio je Platon (Πλάτων, 427. pr. Kr. – 347. pr. Kr.) iz Atene. Po svom je porijeklu Platon bio aristokrat; njegov ujak Kritija, također Sokratov učenik, nalazio se na čelu vladavine tridesetorice tirana i za njegovo vrijeme aristokrati su u znak odmazde pobili u Ateni oko 1.500 građana. Platonu su tada bile 23 godine. Kasnije, po povratku demokrata na vlast, Platon je bio svjedok Sokratovoj smrtnoj osudi. Budući da su se neprekidni sukobi nastavili, kako u obliku unutrašnjih previranja tako i u obliku vanjskih ratova (peloponeski rat), Platon je napustio Atenu i otišao na put u Megaru. Osim Sokrata, na Platonovu filozofiju utjecala su učenja Heraklita, Pitagore i elejaca. Posebno je usavršavao matematiku i geometriju. Kako sam kaže na jednom mjestu, na putovanje se odlučio da bi upoznao ljude i njihov život, jer ga je zbog društvenih previranja, kojima je neprestano bio svjedok, društvena problematika najviše zanimala. 
Platon je svoju filozofiju tumačio u Akademiji (Ἀκαδήμεια), svojoj školi koju je osnovao po povratku u Atenu. U nekoliko navrata pokušao je ostvariti svoju političku filozofiju i u praksi (kod kralja Dionizija Starijeg u Siracusi na Siciliji), ali mu to nije pošlo za rukom. Oduševljen Sokratovim nastojanjima oko pronalaženja smisla etičkih pojmova, Platon vrlo brzo dolazi do zaključka da između jasno definiranog pojma neke etičke norme i njene praktične realizacije nema mnogo sličnosti. Dok je pojmovno definirana vrlina savršena, u praksi je daleko od savršenstva. Na istu proturječnost nailazi i u matematskim i geometrijskim pojmovima: samo unutar geometrije nalaze se pravilni likovi, npr. krug, trokut itd., ali njih nigdje u stvarnosti nema. Zar onda nije područje pojmova i ideja ono pravo područje savršenstva i istine, a ne realnost prirode i materije? Platonov je odgovor na to pitanje pozitivan: idejno područje jedino je područje istine. U tom ga je uvjerenju podržalo i iskustvo ranijih filozofa, koji su davali prioritet umnoj, a ne osjetilnoj spoznaji. 
Iz stava da je svijet ideja (ἰδέα ili εἶδος) jedini savršen i istinit svijet, Platon zaključuje i da je on jedini stvarni svijet, jedina prava realnost. Ideje su bitak, a materijalni je svijet samo nesavršena kopija pravog, istinitog svijeta ideja. Osim ta dva svijeta, savršenog idejnog i nesavršenog materijalnog, postoji i svijet sjena (npr. odrazi u vodi), koji je još nesavršeniji. To je svijet o kome možemo samo nagađati. Nesavršena, osjetilna spoznaja materijalnog svijeta (πίστις, vjerovanje) i nagađanje (εἰκασία) zajedno čine područje mnijenja (δόξα). Po vrijednosti spoznaje iza mnijenja dolazi razumska (matematska) spoznaja (διάνοια), a tek iza nje prava, umna spoznaja svijeta ideja (νόησις). Razumska i umna spoznaja zajedno čine područje znanja (ἐπιστήμη).
U skladu s spoznajnom teorijom Platon i psihološki objašnjava strukturu ljudske duše i obrazlaže mogućnost spoznaje uopće. Ljudska duša nije sastavni dio ljudskog tijela, već ona u tijelo ulazi po rođenju, dok je prethodno boravila u carstvu ideja. Budući da biva zarobljena tijelom, ona zaboravlja sve što je vidjela u carstvu ideja. Spoznajni proces znači, prema tome, proces prisjećanja duše na svoj boravak u carstvu ideja. Postupak spoznavanja dijalektički je i svodi se na pronalaženje smisla pojma o kome se govori, na način kako je to činio Sokrat. Sukobi proturječnih stavova oko pronalaženja smisla pojma izazivaju u duši sjećanje na njen boravak u carstvu ideja. Ljudska se duša sastoji iz tri funkcionalna dijela: osjetilnog, razumskog i umnog. Tek umnim dijelom moguće je otkriti pravi sadržaj ideja. Razumski se dio, doduše, bavi pojmovnom spoznajom, ali još uvijek u vezi sa stvarima (matematika), dok osjetilni dio duše ne doseže do neke spoznaje uopće, već se zadržava u sferi subjektivnog mnijenja.
Platon je svoje učenje izložio u mnogobrojnim dijalozima, ali glavno djelo zove se Država (Πολιτεία), koje je pisao u vrijeme svog zrelog filozofiranja. U njemu je Platon iznio osnove svoje ontologije, spoznajne teorije i psihologije, sve kao teorijsku osnovu svog učenja o državnom uređenju. Platon nastoji teorijski zasnovati pravednu državu, a to bi bila ona država u kojoj bi svatko imao određeno mjesto rada. Ta podjela rada, plema Platonu, zasniva se na ontologiji i psihologiji. Pravedna država može biti jedino ona koja na neki način realizira ideju pravednosti; dakle, dobro uređena država mora biti što bliža idejnom carstvu. Iz toga jasno slijedi da takvom državom moraju upravljati oni koji su sposobni steći znanje o idejama. Nadalje, slijedi da dobro uređenom državom moraju upravljati filozofi, jer su samo oni sposobni steći znanje o svijetu ideja te prema tome i znaju što je pravedno a što nije. Filozofima mogu postati samo oni koji posjeduju umni dio duše u toj mjeri osposobljen da održava u harmoniji druga dva dijela duše, osjetilni i razumski, i da njima gospodari. Oni kojima je razvijeniji razumski dio duše – koji prema tome nisu sposobni za filozofsku spoznaju, ali su razumni i hrabri – trebaju biti čuvari države. Treći dio stanovnika, kojima u duši prevladavaju strasti, bavio bi se poljoprovredom i zanatima: na njima je da zasnivaju porodice i rađaju djecu. Svi ti staleži ne miješaju se između sebe, i cijela bi država bila upropaštena kad bi se jedan stalež počeo baviti poslovima drugog staleža.
Sve to odgovara i Platonovoj idealističkoj teoriji spoznaje, po kojoj za postizanje znanja o idejama nije neophodan poticaj osjetilne spoznaje. Jedna vrsta spoznaje s drugom nema veze. Jedino razumska spoznaja, koja se već bavi pojmovima, nužno mora prethoditi filozofskoj, tj. umnoj. Pripreme filozofa za upravljanje državom traju dugo, i nemoguće je da netko stekne pravo upravljanja državom prije nego što navrši 50 godina života.
Platon je prvi u povijesti filozofije sustavno obradio idealističko shvaćanje svijeta. Budući da on bitkom smatra svijet ideja – koji postoji nezavisno od subjekta, od svijesti – njegov se idealizam naziva objektivnim idealizmom. To shvaćanje utemeljeno je kod Platona na pretpostavci da objektivno, izvan naše svijesti, postoji carstvo ideja, dok je materijalni svijet samo njegova gruba kopija. Na toj pretpostavci on sustavno izgrađuje svoju ontologiju, spoznajnu teoriju i političku filozofiju. Platon nije mogao izbjeći prourječja u svom filozofskom sustavu. Postavlja se, naime, problem: ako je stvarnost samo gruba kopija svijeta ideja – ali ipak dakle kopija – kako to da se u toj stvarnosti nailazi na zlo, prljavštinu i slične negativne pojave? Postoje li ideje s negativnim sadržajem? Ako postoje, onda carstvo ideja nije savršeno u smislu dominantne ideje Dobra. O tom problemu raspravlja Platon u svom dijalogu Parmenid, ali ne pronalazi zadovoljavajući odgovor.
U svojoj političkoj teoriji Platon podržava neku vrst intelektualne aristokracije. Neki ga smatraju zagovornikom autoritarne države, s obzirom na to kako raspodjeljuje rad u državi, na ulogu žene, na obrazovanje djece (o čemu se treba brinuti država, jer djeca u prvom redu pripadaju zajednici, a ne obitelji), s obzirom na to da u pitanju vlasti građani nisu jednaki itd. Međutim, cjelokupna njegova teorija zasnovana je na otporu vlasti atenskog demosa i pretpostavlja vlast intelektualne, a ne imovinske aristokracije. Kao teorijska osnova služi mu i ovdje Sokratovo učenje određenja pojma po njegovom smislu.
Platon nije ostao do kraja dosljedan svojim filozofskim koncepcijama. Potkraj života skrenuo je u stanoviti misticizam, posvetivši se u najvećoj mjeri proučavanju Pitagorina učenja i astrologije, što ga je u jednom trenutku dovelo do toga da ideje izjednači s brojevima. Platonova je Akademija njegovala proučavanje brojevnih odnosa i njihovo značenje u proučavanju prirode, napustivši njegovanje filozofskih koncepcija svoga osnivača, što je dijelom i razlog da u grčkoj filozofiji Platonovo učenje nije imalo direktnih nastavljača.

### Aristotel
Najuniverzalniji filozof staroga vijeka bio je Aristotel (Ἀριστοτέλης, 384. pr. Kr. – 322. pr. Kr.), rođen u Stageiri na Halkidi. Aristotel je mladost proveo u Platonovoj Akademiji studirajući filozofiju. Kasnije odlazi na dvor Filipa II. Makedonskog, gdje je njegov otac bio liječnik. Tamo je podučavao Filipovog sina Aleksandra sve dok Aleksandar nije postao vladar i dok nije pošao u osvajačke ratove. Povijesna situacija poučila je Aristotela da je nemoguće vladare prikloniti filozofiji, urazumiti ih i otkloniti ih od želje za osvajanjima. Sam Aristotel bio je pristalica polisne samouprave i protivnik stvaranja velikih državnih teritorija pod vlašću jednog vladara. On je u tom smislu i poučavao Aleksandra, ali očito bez rezultata. Uočivši nesklad između filozofskog učenja i potrebe praktičnih rješenja društvenih problema, Aristotel se vraća u Atenu i tamo osniva svoju školu pod imenom Licej (Λύκειον). Ta peripatetička filozofska škola (περίπατοι = šetnje i vrtni trijemovi gdje se održavala nastava) nadmašila je Platonovu Akademiju. Trinaest godina nakon osnivanja Likeja, umro je.
Aristotelov je rad sveobuhvatan. On nije samo originalan filozof, on je sistematičar svega što je Grčka do njega stvorila na filozofsko-teorijskom području. On je istovremeno i empiričar, istraživač, i njegov Likej postaje centar ne samo filozofskih proučavanja već i egzaktnog, naučnog rada.
Cjelokupna se duhovna djelatnost prema Aristotelu dijeli na praktičnu, teorijsku i poietičku. U skladu s tom podjelom on dijeli i svoju filozofiju. U praktičnu filozofiju spadaju etika, ekonomika i politika. U teorijsku filozofiju spadaju fizika, matematika i metafizika. Ovu posljednju Aristotel zove još i "prva filozofija" (ἡ πρώτη φιλοσοφία), a naziv «metafizika» (μετὰ τὰ φυσικά = dosl. "ono što je iza fizike") upotrijebili su tek kasnije oni koji su sređivali Aristotelove spise. U poietičku filozofiju spada tehničko i umjetničko oblikovanje. Ovo posljednje područje predstavlja Aristotelovu estetiku, u kojoj je potpuno obradio samo učenje o pjesništvu, u djelu Poetika (Περὶ ποιητικῆς). Logičke spise pod naslovom Organon (Ὄργανον = dosl. "oruđe") Aristotel ne ubraja u ovu podjelu: naime, on smatra da logika kao znanost treba prethoditi svakoj pravoj duhovnoj djelatnosti kao vježba u mišljenju.
Premda Platonov učenik, bio je odlučan ali ne uvijek i dosljedan kritičar njegova idealizma. Aristotel nastoji dokazati da je Platonov svijet ideja neodrživ, i da je stoga Platonova filozofija u sebi proturječna. Najsadržajniji su ovi momenti kritike teorije ideja: što, u stvari, znače ideje za Platona? "Jer one nisu njima (tj. osjetilnim stvarima) uzroci ni kretanja ni ma kakve promjene". I dalje, kako je moguće "da supstancija bude odvojena od onoga čega je ona supstancija". Jer ako nešto čini bit stvari, čini se nemogućim da se to što čini njegovu bit izdvoji iz tih stvari.
Aristotel, nasuprot Platonu, nastoji dokazati da je prva i prava supstancija ili istinsko bivstvo (οὐσία) – pojedinačna stvar. U toj pojedinačnoj stvari realizirana je bit, suština, pomoću materije. Ono opće, bitno, po Platonu idejno, postaje pomoću materije konkretna, realna, pojedinačna stvar. Tako materija dobiva svoje određenje upravo preko tog općeg, bitnog. To opće u stvarima Aristotel naziva formom (τὸ εἶδος). Forma i materija (ἡ ὕλη) dva su osnovna principa svake pojedinačne stvari. U oblikovanju stvari ta dva principa nemaju jednaku ulogu. Materija predstavlja pasivni princip, mogućnost, potenciju (δύναμις). Forma je aktivni princip i uzrok (τὸ ὅθεν ἡ κίνησις) oblikovanja materije u konkretnu pojedinačnu stvar, tj. aktualizacije (ἐντελέχεια) potencije. Uzimajući pojedinačnu stvar kao prvu i pravu supstanciju, Aristotel smatra da se proučavanje stvarnosti i njenih zakona ne može započeti od ideja, odnosno pojmova, već baš od same pojedinačne stvari. Tim stavom Aristotel otvara put k egzaktno-empirijskom istraživanju.
Već sam naziv «prva supstancija» (πρώτη οὐσία) ukazuje na to da se Aristotel nije zadržao samo na njenom značenju i da nije završio svoja filozofska razmatranja podvlačenjem pojedinačne stvari kao prve supstancije. On je suviše u sebi apsorbirao čitavu antičku filozofiju da bi bio slobodan od njenog idealističkog utjecaja, a dvadesetogodišnji studiji kod Platona bili su razlogom što nije mogao do kraja kritički prevladati idealizam svoga učitelja. Aristotel je logičar i priznaje hijerarhiju logičkih pojmova. Tu hijerarhiju pojmova on uključuje u svoju ontologiju. Naime, dok je pojedinačna stvar prva supstancija, njen rodni pojam ili vrsta bit će, po Aristotelu, druga supstancija (δευτέρα οὐσία). Odnos između višeg rodnog pojma i nižeg identičan je odnosu forme prema materiji, odnosno viši rodni pojam odnosit će se prema nižem kao forma prema materiji. Iz toga slijedi da će viši rodni pojam uvijek biti aktivan princip u odnosu na niži, koji predstavlja pasivan princip. Slijedeći tako hijerarhiju pojmova nailazimo na najviši pojam u toj hijerarhiji – na pojam iznad kojeg više nema višeg rodnog pojma. To je najviši aktivni princip. Budući da iznad njega nema više ničeg u odnosu na što bi on mogao biti pasivan, on predstavlja čistu aktivnost, čistu formu, koja je sama po sebi nepokretna jer nema je što pokrenuti. Ali kao takva, čista forma je prvi pokretač, prva aktivnost u odnosu na niže pojmove. To je Aristotelov bog, ono što on naziva «prva podležeća tvar u svakom pojedinačnom» (ἡ πρώτη ἑκάστῳ ὑποκειμένη ὕλη). On nije shvaćen kao sveobuhvatna snaga svijeta koja se nalazi svuda i u svemu. On je čista aktivnost, čista forma, nepokretna, i kao prvi princip aktivnosti shvaćena kao pojedinačna pojava, a ne kao bitak svijeta koji sve prožima.
Kao što je isticanjem konkretne stvari kao prve supstancije Aristotel utro put empirijskom istraživanju, tako je ovim svojim «bogom» dugom antičkom idealizmu otvorio mogućnost logičkog objašnjenja postojanja boga. Tako je u povijesti filozofije začet teizam, iako sam Aristotel nije bio teist. 
Aristotelovo popuštanje idealizmu lakše se razumije ako se zna da materija u njegovoj ontologiji ne igra samo pasivnu mogućnost u odnosu na aktivnu formu. Kao i Platon, Aristotel pridaje materiji negativne osobine, ali ne u smislu zlog principa, tj. izvora svega lošega u prirodi i u čovjeku. Materija je za Aristotela ograničavajući princip baš time što je pasivna, ona je ono što se opire formi, ona je sputavajući princip u kretanju. Aristotel se poslužio primjerom kipara: on nastoji u kamenu ostvariti neku određenu formu koju kao zamisao ima u svojoj glavi, i ona predstavlja princip djelatnosti, kretanja. Međutim, u nastojanju da realizira tu formu, nailazi na otpor u kamenu te svoju djelatnost mora djelomično podrediti tom otporu kamena-materije.
Kao što Aristotel nije mogao prevladati dualizam materijalnog i idejnog svijeta u svojoj ontologiji, tako to nije mogao ni u svojoj spoznajnoj teoriji. Za njega je osjetilo polazna točka sve spoznaje. Osjet kao sposobnost pripada duši. Aristotel smatra da sva živa bića imaju dušu, ali s različitim stupnjevima sposobnosti. Sposobnosti duše jesu: hranjenje, požuda, opažanje, kretanje u mjestu i mišljenje. Biljkama, na primjer, pripada samo sposobnost hranjenja. Drugim pak živim bićima pripada i požuda i hranjenje, trećima još i opažanje. I tako redom: svaka viša vrsta živih bića posjeduje i niže duševne sposobnosti, dok niža bića ne posjeduju više duševne sposobnosti. Ljudska duša, koja posjeduje i mišljenje kao najviši duhovnu kvalitetu, posjeduje i sve ostale vrste duševnih sposobnosti. Polazne osnove spoznaje jesu sposobnost percipiranja i sjećanja, koje posjeduju već i neke životinje. Čovjek pomoću mišljenja, a na temelju opažanja i sjećanja, stječe iskustvo na temelju kojega stvara umijeća. Umijeću već pripada znanje i razumijevanje onoga što se iskustvom steklo. Ljudi s velikim iskustvom i umijećem djeluju u svakodnevnom životu, dok je znanost, nezainteresirana za trenutne i neposredne potrebe, nastala ondje gdje je bilo dokolice. Sve dovde je Aristotel kritičar idealističke spoznajne teorije, isto tako kao što je bio kritičar idealističke Platonove ontologije. Tek u svojim razmatranjima o umu, o sposobnosti mišljenja da samo sebe misli, Aristotel čini ustupak idealizmu. Naime, da bi um djelovao, on mora biti slobodan od osjetilnog svijeta i potpuno odvojen od njega. Tek takav on može imati mišljenje kao svoj predmet. «Sposobnost opažanja nije, naime, moguća bez tijela, a um je od tijela odvojen», kaže Aristotel.
U usporedbi s Platonovim zanosom kad zastupa svoje pravedno uređenje države, Aristotel se i na području političke filozofije pojavljuje trezveniji i skloniji analizi podataka nego ideji dobra ili pravednosti. On ne zastupa neki posebno određen tip društva ili države, već više naglašava problem upravljanja državom. Ako sposobni i dobri ljudi rukovode državom, ona i kao aristokratska može biti dobra, ali ako njome upravljaju loši i nesposobni ljudi, tada ni demokratski oblik vladavine ne predstavlja rješenje. 
U etici je Aristotel pobornik tzv. zlatne sredine, što znači da se dobrim obrazovanjem mora kod ljudi postići snažna volja da u svojoj društvenoj djelatnosti izbjegavaju krajnosti. Tako, na primjer, i u upravljanju državom treba vlast dati ljudima koji nisu ni suviše imućni – jer imućni su previše obijesni za vlast, skloni razvratu i nebrizi za državu – a ni suviše siromašni, jer su oni brutalni i skloni osvetama.
Aristotel je posljednja snažna i originalna ličnost antičke filozofske misli. Kao sistematčar antičke misli, on budućnosti otvara dva puta: empirijski, na koji će se kasnije osloniti znanstvena misao, i teistički, kojim će se kasnija srednjovjekovna skolastika koristiti u svrhu filozofske interpretacije kršćanstva. Međutim, za ovu posljednju Aristotel nije do kraja odgovoran, jer je trebalo u velikoj mjeri izmijeniti strukturu njegove filozofske misli da bi se njegovo učenje moglo prilagoditi kršćanskoj teologiji.

## Helenističko-rimsko razdoblje
Za razdoblje helenizma karakteristično je širenje grčke antičke kulture na cijelo područje makedonskog osvajanja. Kasnije, u vrijeme rimskih osvajanja, grčka se kultura rasprostire na cijelo područje rimske države. Činjenica da građanin malog grčkog polisa postaje građaninom velike države odražava se na cjelokupnu kulturu – pa i na filozofiju – kao ovladavanje kozmopolitskog duha. To uvjetuje ponovno isticanje antropoloških problema u prvi plan, ali ovaj put s očiglednom nezainteresiranošću za opću političku problematiku, a s naročitom željom da se u tom velikom svijetu, u koji se antički Grk utopio, nađe neko mirno i sigurno mjesto za pojedinca. Učenjima dominira problem ideala mudraca. Raspravlja se o tome kakav treba biti čovjek da bi se održao miran i dostojanstven u toj buri rasula jednog i stvaranja novog društva. Filozofija toga vremena traži oslonac u filozofskim školama prošlosti i nije sasvim originalna po svom karakteru. 
Filozofske škole helenističkog razdoblja oslanjaju se na Sokratove škole i na Platonovu Akademiju. Sokratovske škole – kinička (čiji je osnivač bio Antisten, Ἀντισθένης, oko 445. pr. Kr. – oko 335. pr. Kr.) i kirenska (koju je osnovao Aristip, Ἀρίστιππος, rođen oko 435. pr. Kr.) – održale su se kroz čitavo razdoblje od Sokrata do helenizma u dosta originalnom obliku. Svaka je škola tumačila Sokrata na svoj način, i on je postao osnova filozofiranja nekih filozofa u helenizmu. Tako su Sokratovo shvaćanje vrline – koje se može sažeti u tri riječi – spoznaj samoga sebe – kinici razvili u pravcu suzdržavanja od zadovoljstava te nisu pridavali značenje tjelesnim potrebama. Kirenjani su razvili to učenje u sasvim suprotnom pravcu, naglašavajući radost i zadovoljstvo kao životni cilj.
Na kiničku se školu u helenizmu nadovezuje stoičko učenje, dok se na kirensku školu nadovezuju epikurejci. Platonova Akademija postala je nakon Platonove smrti izvor stanovitog skeptičkog smjera (tzv. akademska skepsa). Svi ti pravci bili su sadržajniji i snažniji po kasnijem efektu učenja nego što su bili u periodu kada su začeti, jer su kasnije društvene okolnosti pogodovale tim učenjima. 

### Stoici
Osnivač škole u Stoi (Στοὰ ποικίλη = šareni trem, po čemu je cio filozofski pravac dobio ime) bio je Zenon iz Kitija na Cipru (Ζένων, 331. pr. Kr. – 264. pr. Kr. ), porijeklom dijelom Feničanin. On na specifičan način ističe značenje povratka prirodi i susprezanja od društvene aktivnosti. Ne povratak prirodi radi uživanja, nego radi izučavanja prirode, radi spoznaje njenih zakona, jer priroda je savršenstvo. Prirodom vlada logos (λόγος), i jedino ako spozna taj logos i živi u skladu s njime, čovjek može naći željeni mir. Spoznaja prirode i njenih zakona jedini su način da se ovlada strastima. Spoznaja prirodnih zakona oslobađa ljude i religije, koja ljude uznemirava unoseći u njih strah od nepoznatog. I moralni život postiže se proučavanjem prirode. Fizika je stoga osnovna nauka. Usmjerenost čovjeka na to da istražuje prirodnu nužnost, međutim, zahtijeva od njega hrabrost, razboritost i umjerenost, što stoici ističu kao osnovne vrline. Spoznaja i poštovanje prirodne nužnosti uvjet su slobode kako je shvaćaju stoici.
Cjelokupna stoička filozofska misao jest materijalističko-monistička. S time je u skladu i njihova spoznajna teorija: ono što spoznajemo jest materijalni svijet, jer izvan njega ništa drugo i ne postoji. Spoznaja počinje od osjetila i predodžbi, na temelju kojih se stvaraju pojmovi. Postavljajući i problem kriterija istine, stoici smatraju da je istinit onaj sud, odnosno pojam o stvarnosti, koji se zasniva na potpuno jasnoj predodžbi, na predodžbi čija nam jasnoća govori o tome da je potpuno adekvatna predmetu koji se spoznaje. Takva se predodžba zove kataleptička predodžba. Razum sam odlučuje koja je predodžba toliko jasna da se na njoj mogu zasnovati istiniti pojmovi. Za taj je pak sud odgovoran čovjek sam, jer izvan njega nema nikoga tko bi odlučivao o jasnoći predodžbe.
Materijalističko-monistička filozofija stoika po svom je društvenom karakteru strogo individualistička. Ona na svoj način izolira čovjeka od njegove društvene stvarnosti, koja mu je postala strana, i pokazuje mu put k ostvarenju idealnog mira okrećući ga dosljednom proučavanju prirode i njenih zakona, i time priznavajući njegovu otuđenost od njegove vlastite društvene biti. Stoicizam je bio rado prihvaćen u Rimu: hrabrost, postojanost i umjerenost i ondje su bile veoma cijenjene vrline.

### Epikur
Najsnažnija ličnost grčke filozofije u helenističkom razdoblju bio je Epikur (Ἐπίκυρος, 341. pr. Kr. – 270. pr. Kr.). Ovaj atomist svoje učenje o prirodi zasniva gotovo potpuno na Demokritovom učenju. Od njega preuzima tumačenje da se svijet sastoji iz bezgranično malenih, nedjeljivih čestica koje se kreću po nužnosti (κατ' ἀνάγκην) i, sastavljajući se, tvore pojedine stvari. Postoji samo određena razlika u tumačenju kretanja atoma: atomi se u prostoru sudaraju i ponovo odbijaju. U tom kretanju dolazi do sudara iz nepredviđenih «unutrašnjih» razloga, do prekida kretanja po nužnosti i do nepredviđenog skretanja atoma. Ti sudari uvjetuju slučajnost u sastavljanju atoma, i upravo toj slučajnosti dugujemo raznolikost svijeta. To priznavanje objektivno postojeće slučajnosti, naglih skokova u kretanju koji dovode do promjene kvalitativnog stanja, izdiže Epikura iznad Demokrita i čini ga gotovo značajnijim predstavnikom grčke atomistike.
U etičkom učenju jače je podvučena crta individualizma kod Epikura nego kod stoika. Cilj je života postizanje individualnog mira, kao uvjeta sreće. Čovjek se u životu osjeća ugodno ili neugodno. On nastoji izbjeći neugodu, i to je kriterij sreće: ako uspije postići stanje ugode, on će biti sretan. Te su Epikurove postavke kasnije kršćanski teolozi, a preko njih i dobar dio ostalih mislilaca, grubo izvrnuli, predstavljajući ga u povijesti filozofije kao filozofa tjelesnih zadovoljstava. Međutim, postizanje je ugode kod Epikura vezano uz razboritost i to je dvoje nemoguće odvojiti. Epikur ističe osjećaj ugode utoliko što hoće naglasiti pojedinačnost ljudskog tijela kao nosioca kriterija sreće i nesreće, dobra ili zla. Samu državu tretira Epikur kao nužno zlo i na taj način ne nalazi u njoj nešto što bi propisivalo što je dobro a što zlo u ljudskom društvu.
Epikur se bori protiv praznovjerja koje, rađajući strah od nepoznatog, unosi neugodu u ljudski život. Razboritost je čovjeku potrebna da bi se oslobodio straha od smrti, koju treba shvatiti potpuno u skladu s prirodnom nužnošću. S tim u vezi Epikur negira i učenje o besmrtnosti duše kao puko praznovjerje.

### Skeptici
Osnivač kasnijeg antičkog skepticizma je Piron iz Elide (Πύρρων, oko 360. pr. Kr. – oko 270. pr. Kr.). I on u skladu s duhom vremena postavlja pitanje individualnog mira. Osnovni stav skeptika jest: ne donositi sudove ni o čemu jedini je uvjet mira. Piron smatra da u sve treba sumnjati. Nema suda za koji bismo mogli biti uvjereni da je istinit. Osjetilna je spoznaja varljiva, a razumska se zasniva na aksiomima koji se ne mogu dokazati. Nema argumenta koji ne bi dopuštao i protuargument. Piron ide tako daleko da i na poznatu Sokratovu uzrečicu – «znam da ništa ne znam» – primjećuje: a kako on može znati da ništa ne zna?
Nešto je blaži u svom skepticizmu Karnead (Καρνεάδης, oko 214. pr. Kr. – oko 129. pr. Kr.) iz Cirene, koji je studirao u Platonovoj Akademiji. On smatra da se sudovi mogu uzimati samo kao vjerojatni, ali ne i kao istiniti. Ali razliku u stupnju vjerojatnosti ne možemo utvrditi. Takav stav prema sudovima dovodi do osjećaja indiferentnosti, a to je uvjet mira i neuzbuđivanja. Od kasnijih skeptika izdvaja se Sekst Empirik (Σέξτος Ἐμπειρικός, oko 200. posl. Kr.), liječnik iz Aleksandrije, koji je zabilježio Pironovo učenje (sam Piron izlagao ga je samo usmeno).
Spomenuti pravci – stoicizam i Epikurova škola – predstavljaju u doba krize antičke polisne kulture stanovita pozitivna stremljenja k tome da se čovjek snađe u općoj društvenoj izgubljenosti. Ne pokušavajući dublje prodrijeti u bit društvenosti čovjeka, oni ga, doduše, izoliraju od zajednice u smislu odgovornosti za nju, ali ga ipak usmjeravaju k proučavanju prirode, što čovjeku može donijeti željeni mir. Od ovih se pravaca razlikuje skepticizam svojom sumnjom u sva racionalna dokazivanja, svojom teorijskom indiferentnošću, koja u stvari znači i praktičnu, etičku indiferentnost kao jedini uvjet mira. Uz izvjestan pozitivan doprinos filozofiji, koji skepsa uvijek u sebi sadrži – a to je dovođenje u pitanje apsolutnog važenja pojedinih istina i time rušenje dogmatizma kao opasnosti za daljnji razvoj misli uopće, skepticizam se suzdržava od donošenja sudova, smatrajući da je to uvjet ljudskog mira.

### Novoplatonizam
Osim spomenuta tri pravca razvija se u to doba još jedan, čiji je cilj također pridonijeti rješavanju sukoba u koje je ušao čovjek tog razdoblja. Kao izvorna osnova te filozofske misli poslužio je Platon, pa je taj pravac u istoriji filozofije nazvan novoplatonizmom. Glavnim se predstavnikom i pravim osnivačem tog pravca smatra Plotin (Πλωτῖνος, 204. – 270. ) iz Egipta. Učio je filozofiju u Aleksandriji, zatim obišao neke filozofske škole na Istoku i završio kao učitelj u Rimu. Taj pravac ujedno predstavlja i opoziciju prema kršćanstvu, koje je tada već okupilo široke mase u porobljenim zemljama Rimskog Carstva. Filozofija nastoji zadržati svoj predmet i boga prepustiti religiji, vjeri, dok je kršćanstvo, u nastojanju da pridobije i obrazovani svijet, a ne samo neuku masu, nastojalo racionalnim obrazloženjem vjere podvrgnuti filozofiju i svaku racionalnu spoznaju kršćanskoj vjeri. Taj sukob predstavlja dobrim dijelom i povijest kršćanske misli u srednjem vijeku. Problem je začet već ovdje, na granici dvije povijesne epohe.
Po Plotinu, pravi i jedini istiniti svijet jest svijet ideja. To je bitak. Materija koja nam se pokazuje kroz pojavnost jest nebitak. Postoji vrhovno Jedno, koje predstavlja opći objedinjavajući princip svega. To Jedno ne može se usporediti s kršćanskim bogom jer je po svom značenju iznad njega. Pojam boga pokušava se shvatiti, Jedno je neshvatljivo, nespoznatljivo u racionalnom smislu. Jedno je u sebi preobilno, ono zbog toga mora isijavati iz sebe. Taj proces isijavanja zove se emanacija (περίλαμψις ili ἔλλαμψις) i predstavlja glavni pojam novoplatoničke filozofije. Emanacijom nastaje sav svijet. Emanacija se događa u stupnjevima: najprije isijavaju um i ideje, dok je posljednji stupanj materija, koja svoju istinu već ima u nebitku, tj. njena su određenja negativna. Jedno objedinjuje sve, i sve je celina. Racionalnim putem ne može se postići istovjetnost s Jednim; drugim rečima, ne može se spoznati. To je moguće samo putem ekstaze: gubljenjem svijesti, u stanju uzbuđenosti duše, postiže se jedinstvo s Jednim. U tome leži i etički smisao novoplatonizma: postizanje željenog mira moguće je samo u ekstazi. I ovdje je očigledna opozicija prema kršćanstvu: postizanje mira, tj. za čovjeka stanja savršenstva, pripada ovom svijetu i rezultat je aktivnog nastojanja čovjeka, a ne pripada onostranosti i zagrobnom životu.

### Rimska filozofija
Rimska filozofija, kao uostalom i umjetnost i književnost, razvijala se po ugledu na grčku. Rimljani su od filozofije tražili moralnu pouku, uputstvo za postizanje sreće i teorijsku pripremu za javni život. To su im pružale filozofske škole helenističke epohe, koje su se stoga brzo proširile na tlu rimske države. Teorijske filozofske discipline, kakve su ontologija ili spoznajna teorija, Rimljani nisu unaprijedili. Njihova filozofija imala je strogo praktično, odnosno etičko obilježje, i to još u većoj mjeri nego grčka filozofija helenističkog razdoblja.
Najznačajniji sljedbenik Epikurova učenja u Rimu bio je Tit Lukrecije Kar (Titus Lucretius Carus, 97. pr. Kr. – 55. pr. Kr.), čiji didaktičko-filozofski ep O prirodi stvari (De rerum natura) predstavlja jedno od najvećih djela rimske filozofije i poezije. U njemu je Lukrecije Demokritovo i Epikurovo atomističko shvaćanje svijeta izložio izvranrednom poetskom snagom. Kao dosljedan materijalist on je poveo borbu protiv religije: bogovi ne postoje; njih je stvorio čovjekov strah od prirodnih pojava i strah od smrti. Spoznajom atomske strukture kozmosa i opće prirodne zakonitosti čovjek se može osloboditi tog straha i postići cilj života: sreću nepomućenog duševnog uživanja.
Marko Tulije Ciceron (Marcus Tullius Cicero, 106. pr. Kr. – 43. pr. Kr.) ubraja se među najpoznatije rimske filozofe i pisce. Stekao je visoko filozofsko obrazovanje u školama Helade. Kao advokat i državnik Ciceron je postigao velik uspjeh u Rimskoj republici. I pored obimne javne i državničke djelatnosti, on je napisao i veći broj knjiga političke i filozofske tematike. Ciceron je bio sjajan govornik i nadahnut pisac, ali ne i originalan mislilac. Njegova je zasluga prije svega u tome što je sistematizirao i razradio mnoge ideje svojih prethodnika, izložio ih snažnim i otmjenim stilom i tako učinio popularnim, te što je izgradio filozofsku terminologiju na latinskom jeziku, koja će biti u upotrebi do duboko u novi vijek. Kao eklektik Ciceron je povezao učenja akademičara, stoika i skeptika. 
Najveću popularnost u rimskom društvu postiglo je stoičko učenje. Svojim zahtjevima za povlačenjem u sebe i moralnim samousavršavanjem stoicizam je velikom broju ljudi pružao oslonac u životnoj borbi i utjehu za pretrpljene poraze. Osnovna načela stoičke etike odgovarala su i višim i nižim slojevima rimskog društva: prvima su davala čvrstinu da podnesu sve uspjehe i neuspjehe u borbi za prevlast, a drugima moralnu snagu da podnesu svoje nevolje s vjerom u neizbježnost sudbinske providnosti. Samo se tako može objasniti na prvi pogled paradoksalna činjenica da su stoičko učenje zastupali i robovi (Epiktet) i carevi (Marko Aurelije). 
Za rimske stoičare karakteristično je da gotovo potpuno odustaju od teorijskog proučavanja prirode i spoznaje: oni se ograničavaju samo na etičke probleme i pritom se postupno približavaju shvaćanjima koja su bliska kršćanskom učenju. Prvi veliki stoičar carske epohe bio je Seneka (Lucius Annaeus Seneca, 4. pr. Kr. – 65.). Kod njega filozofija ima praktičan etički značaj: da odgaja, organizira život i pribavlja spokojstvo. Svijet je vječna dinamična cjelina, potčinjena općem kružnom toku kretanja. Ljudska je duša besmrtna. Svim stvarima i pojavama u prirodi upravlja neizmjenjiva nužnost ili, u Senekinoj terminologiji, sudbina, odnosno božanska providnost. Stoga čovjek treba živjeti u skladu s tom prirodnom nužnošću i božanskom providnošću, jer samo tako može postići sreću. «Živjeti sretno isto je što i živjeti u skladu s prirodom», kaže Seneka. Budući da je slab i ne može mijenjati tok događaja, čovjek treba mirno («stoički») podnositi sve udarce neumitne sudbine. Seneka je propovjednik općeljudske ljubavi i milosrđa i nade u bolji život nakon smrti. Po tome će utjecati na formiranje ranog kršćanskog učenja na Zapadu.
Na rano kršćanstvo utjecao je i drugi veliki rimski stoik, Epiktet (Επίκτητος, 50. – 138.), koji je kao rob iz rodne Trakije bio doveden u Rim. Kasnije je oslobođen, pa je osnovao nadaleko poznatu filozofsku školu. Epiktet nije ništa pisao, već je svoja učenja širio samo usmeno, i to jednostavnim narodnim jezikom. Usvojio je Senekina shvaćanja, naglašavajući pritom posebno etičko-religijska obilježja. Čovjek treba težiti duhovnoj slobodi da bi i na nesreću mogao gledati kao na sreću. Epiktetova etika, dakle, propovijeda pasivan otpor – neprotivljenje zlu. 
Treći veliki rimski stoik bio je car Marko Aurelije (Marcus Aurelius, 121. – 180.), koji je napisao u obliku aforizama u 12 knjiga na grčkom jeziku djelo pod naslovom Razmišljanja sa samim sobom (Τὰ εἰς ἑαυτόν), u kojemu poput Epikteta iznosi misao o pokoravanju sudbini, odricanju od svijeta i okretanju k osobnom usavršavanju.

## Aleksandrijsko-židovska filozofija i patristika
U vrijeme kad je kršćanstvo već bilo priznata religija u državi, mislioci i drugi obrazovani ljudi protivili su se pojmovnom interpretiranju kršćanskih dogmi sa stajališta svojih učenja. Zato se i napor kršćanskih teoretičara počeo orijentirati na to da pronađu način usklađivanja filozofije s kršćanskim učenjem. U biti, filozofija je trebala promijeniti predmet: umjesto da istražuje stvarnost kao takvu, da pronalazi istinu o njoj, trebala se orijentirati na tumačenje vjerskih istina – dogmi. Filozofija koja ima zadatak tumačenja dogme, međutim, prestaje biti kritička, gubeći time jednu od svojih bitnih odlika.

### Filon
Kršćanska religija uzima od starih religija učenje o zagrobnom životu, a od judaizma učenje o bogu kao posredniku koji ljudima donosi spas. Kod Židova nailazimo i na pokušaj sinteze judaizma i grčke filozofije. Pokušaj dolazi od Filona (Φίλων, rođen oko 20. pr. Kr., umro između 41. i 54. posl. Kr.). Problem se sastojao u tome da se stvori neka posredna veza između boga i svijeta, između nepogrešivog duhovnog i nesavršenog materijalnog svijeta. Tu su ulogu imali posrednici, međučlanovi, pomoću kojih bi božanska svjetlost mogla postati dostupna i materijalnom svijetu, odnosno koji bi čovjeka iz njegove osjetilne stvarnosti uzdigli do božanstva. Kod Filona su ti međučlanovi shvaćeni kao anđeli. Značajno je da te anđeoske snage imaju karakter općih pojmova i uza sve to imaju obilježja osobe. Ovo jedinstvo pojmovnog i mitskog vrlo je značajno za razvoj kasnije srednjovjekovne filozofije. Filon je, međutim, pokušao i jednim zajedničkim pojmom objediniti sve te ideje i snage i anđele – koji igraju ulogu posrednika – jednim još općenitijim pojmom, logosom. Logos je, s jedne strane, božanski um koji miruje u sebi, a s druge strane, um koji je izašao iz boga, njegov prvorođeni sin. On nije nenastao, kao bog, a nije ni nastao kao duhovi i ljudi, on je drugi bog. Za razliku od boga, njega se može spoznati. Preko Filona postepeno je racionalna, filozofska terminologija ulazila u kršćansko učenje.

### Tertulijan
Međutim, kao što je postojao otpor filozofa da kao svoj predmet prihvate vjerske objavljene istine, tako je postojao i otpor kršćanskih mislilaca da filozofiju unesu u religiju. Među njima je poznat Tertulijan (Tertulianus, oko 160. – oko 220.) iz Kartage. On je ogorčeni protivnik filozofije. Njegov osnovni stav glasi: "Vjerujem, jer je apsurdno" (Credo, quia absurdum), čime ističe besmislenost filozofskog tumačenja religioznih dogmi.

### Aurelije Augustin
Prvi koji su zaista preuzeli na sebe zadatak da povežu filozofiju i religiju bili su tzv. crkveni oci, svi iz Aleksandrije. Razdoblje njihove djelatnosti poznato je u kršćanskoj filozofiji kao patristika. Otad pa nadalje kršćanstvo je sustavno razvijalo svoju filozofsku misao. U razvitku kršćanske misli značajno mjesto zauzima Aurelije Augustin (Aurelius Augustinus, 354. – 430.). Dobro je poznavao Platonovu filozofiju i novoplatoničare. Od njih prima razlikovanje duhovnog i materijalnog, i to će kao svoju filozofsku koncepciju upotrijebiti kasnije u filozofskoj interpretaciji kršćanske religije. Karakterističan je način na koji filozofiju podređuje religiji: problem vjere – to je problem volje. Volja je iznad intelekta; sve je stvoreno božjom voljom. Platonove ideje nisu ništa drugo doli božanske misli. Otuda izvodi zaključak da je cijela povijest stvorena po božjem planu. To znači da povijest ima svoj početak i svoj kraj, i da je već unaprijed zamišljena u božjem umu kao gotova cjelina. Zatim je bog ostvaruje svojom voljom. Takvo se shvaćanje povijesti kasnije prilično učvrstilo, s manjim ili većim korekcijama, i to ne samo kod kršćanskih mislilaca. Sam je Augustin pisac jedne filozofije povijesti, pod naslovom O državi Božjoj (De civitate Dei), u kojoj je obuhvaćena povijest svih do tada poznatih naroda. Posebna je pažnja posvećena povijesti judaizma i kršćanstva, te se kroz tu prizmu promatra povijest svih ostalih naroda.
S obzirom na snagu volje, bez koje nema prave vjere, Augustin smatra da čovjek ne može sam, bez ičije pomoći, pripremiti svoj spas nakon smrti. Otuda on zaključuje o nužnosti postojanja crkve kao svjetovne organizacije koja ima zadatak pripremiti čovjekov spas. I čovjek kao pojedinac i država kao cjelina trebaju biti podređeni Crkvi. Podređenje čovjeka i društva Crkvi kod Augustina zapravo predstavlja dosljedno ostvarenje teorijskog stava da je razum podređen volji.

### Boecije
Boecije (Anicius Manlius Severinus Boethius, oko 480. – 524.), senator, često se naziva posljednjim Rimljaninom, odnosno posljednjim predstavnikom antičkog načina mišljenja. Budući da ga je vizigotski kralj Teodorik Veliki, koji je onda vladao Rimom, osudio na smrt, Katolička Crkva proglasila ga je svojim mučenikom, premda je Boecije zapravo bio sasvim ravnodušan prema kršćanstvu.[nedostaje izvor] Jedino što je smatrao vrijednim bila je filozofija, te je pred smrt napisao dijalog Utjeha filozofije (De consolatione philosophiae), gdje zaključuje da je filozofija jedina vrijedna za čovjeka i njegov odnos prema životu, iako samo vrijeme u kome on živi to negira. Boecije kao filozof nije naročito originalan, već stoji pod jakim utjecajem Platona i stoika. Po njemu, u svijetu postoji samo jedno načelo - načelo dobra. Zlo kao takvo ne postoji, ono je samo nedostatak dobra. Svjetski se poredak ne može promijeniti, jer je on utvrđen Božjim planom. Ali dobro, za kojim ljudi teže, nalazi se u ljudima samima, i oni ga ne mogu postići ako ga traže izvan sebe i bez razuma. 
Boecijeva je zasluga pokušaj obnove filozofije u doba kada je ona Crkvenim dogmama bila potisnuta u drugi plan. I dok je Boecije 524. godine u tamnici pisao svoju Utjehu filozofije čekajući smrtnu presudu, car Justinijan je 529. godine naredio da se zatvori i posljednja filozofska škola u Ateni. Neki povjesničari smatraju zato tu godinu konačnim prekidom s antičkom kulturom i datumskim početkom srednjeg vijeka.

## Vanjske poveznice
- Ancient Philosophy Internet sources
- The Impact of Greek Culture on Normative Judaism from the Hellenistic Period through the Middle Ages c. 330 BCE- 1250 CE
- Greek Philosophy for Kids